# Campagna Lupia
Campagna Lupia – miejscowość i gmina we Włoszech, w regionie Wenecja Euganejska, w prowincji Wenecja.
Według danych na rok 2004 gminę zamieszkuje 6288 osób, 72,3 os./km².